# Origine des Palestiniens

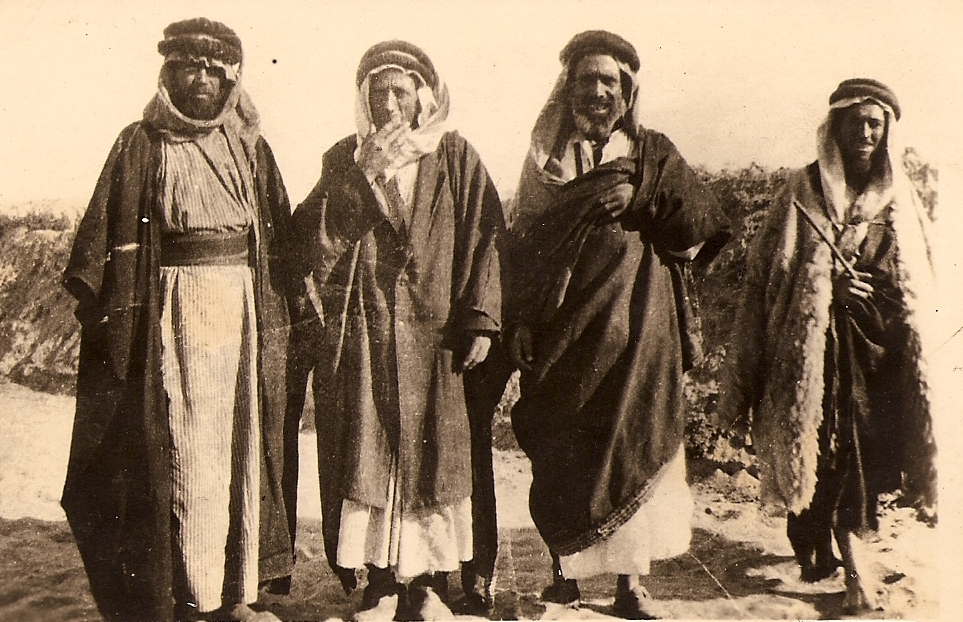
Palestiniens arabes dans les années 1920

 (décembre 2023).
La mise en forme du texte ne suit pas les recommandations de Wikipédia : il faut le « wikifier ».
Les points d'amélioration suivants sont les cas les plus fréquents. Le détail des points à revoir est peut-être précisé sur la page de discussion.
- Les titres sont pré-formatés par le logiciel. Ils ne sont ni en capitales, ni en gras.
- Le texte ne doit pas être écrit en capitales (les noms de famille non plus), ni en gras, ni en italique, ni en « petit »…
- Le gras n'est utilisé que pour surligner le titre de l'article dans l'introduction, une seule fois.
- L'italique est rarement utilisé : mots en langue étrangère, titres d'œuvres, noms de bateaux, etc.
- Les citations ne sont pas en italique mais en corps de texte normal. Elles sont entourées par des guillemets français : « et ».
- Les listes à puces sont à éviter, des paragraphes rédigés étant largement préférés. Les tableaux sont à réserver à la présentation de données structurées (résultats, etc.).
- Les appels de note de bas de page (petits chiffres en exposant, introduits par l'outil «  Source ») sont à placer entre la fin de phrase et le point final[comme ça].
- Les liens internes (vers d'autres articles de Wikipédia) sont à choisir avec parcimonie. Créez des liens vers des articles approfondissant le sujet. Les termes génériques sans rapport avec le sujet sont à éviter, ainsi que les répétitions de liens vers un même terme.
- Les liens externes sont à placer uniquement dans une section « Liens externes », à la fin de l'article. Ces liens sont à choisir avec parcimonie suivant les règles définies. Si un lien sert de source à l'article, son insertion dans le texte est à faire par les notes de bas de page.
- La présentation des références doit suivre les conventions bibliographiques. Il est recommandé d'utiliser les modèles {{Ouvrage}}, {{Chapitre}}, {{Article}}, {{Lien web}} et/ou {{Bibliographie}}. Le mode d'édition visuel peut mettre en forme automatiquement les références.
- Insérer une infobox (cadre d'informations à droite) n'est pas obligatoire pour parachever la mise en page.

Pour une aide détaillée, merci de consulter Aide:Wikification.
Si vous pensez que ces points ont été résolus, vous pouvez retirer ce bandeau et améliorer la mise en forme d'un autre article.
.
L'origine des Palestiniens, un groupe ethnonational résidant dans le sud du Levant, a fait l'objet d'études en histoire, en linguistique, en génétique et en idéologie nationaliste. La population palestinienne, bien qu'elle soit majoritairement arabe et musulmane (et dans une moindre mesure chrétienne), n'est pas une entité homogène. Il existe une diversité au sein de la population en termes de pratiques religieuses, linguistiques et culturelles,.
L’histoire démographique de la Palestine est complexe et a été façonnée par divers événements historiques et migrations. À travers l'histoire, la région a été soumise à l'influence et au contrôle de diverses puissances impériales. Cela a conduit à des changements politiques, sociaux et économiques qui ont affecté la composition démographique de la région. Les guerres, les révoltes et les évolutions religieuses ont également joué un rôle démographique important en encourageant l’immigration, l’émigration et la conversion. Entre les IVe et Ve siècles, la région est devenue majoritairement chrétienne et le restera jusqu'au XIe siècle. Cependant, avec la conquête musulmane du Levant byzantin au VIIe siècle, la région commence progressivement à s'arabiser et à s'islamiser en raison de conversion et acculturation locales combinées à l'installation musulmane. Cela a finalement conduit à la création d'une population arabe musulmane qui, bien que considérablement inférieure à la population de la région à la fin de l'Antiquité, deviendra le principal groupe religieux de la région à partir du Moyen Âge et jusqu'au XXe siècle.
De nombreux villageois palestiniens revendiquent des liens ancestraux avec des tribus arabes qui se sont installées en Palestine pendant ou après la conquête arabe, tandis que d'autres font remonter leurs racines à des origines turques, nord-africaines, kurdes, égyptiennes et turkmènes. Certains revendiquent une ascendance juive ou samaritaine, sur la base de traditions orales. Des études génétiques révèlent que les Palestiniens modernes partagent une continuité génétique avec les populations levantines de l’âge du bronze et présentent des similitudes avec les groupes levantins juifs et arabophones contemporains,,,,,. La plupart des groupes arabes et juifs du Levant, du Caucase et de l’Iran modernes partagent plus de 50 % de leur ADN avec les Cananéens et à d’autres peuples du Proche-Orient ancien.
L’effort continu d’édification de la nation et l’effort visant à solidifier la conscience nationale palestinienne en tant que cadre principal de l’identité, par opposition aux autres identités dominantes parmi les Palestiniens, y compris les identités primordiales claniques, tribales, locales et islamistes, ont un impact sur l’histoire palestinienne interne discours sur les origines des Palestiniens.

## Analyse historique
L’histoire démographique complexe de la Palestine a été influencée par plusieurs événements historiques et migrations. La région a abrité des populations diverses au fil des siècles. Durant l'âge du bronze, elle était habitée par les Cananéens. Au début de l'âge du fer, les Israélites sont apparus comme un groupe ethnoreligieux distinct dans la région, formant les deux royaumes liés d'Israël et de Juda. La chute de ces royaumes face aux conquêtes assyriennes et babyloniennes s’est accompagnée d’un exil forcé vers l’est. La région passa ensuite sous la domination achéménide, ptolémaïque et séleucide. Les Juifs formèrent finalement la majorité de la population de Palestine pendant l'Antiquité classique, bénéficiant même d'une brève période d'indépendance sous la dynastie hasmonéenne, avant que la région ne soit incorporée à la domination romaine. Cependant, les guerres judéo-romaines et en particulier la révolte de Bar Kokhba ont entraîné la mort, le déplacement ou l'esclavage de nombreux Juifs et, par conséquent, la population juive de Judée a considérablement diminué. Au cours des siècles qui ont suivi, la région a connu des troubles politiques et économiques, des conversions à la nouvelle religion montante du christianisme et des persécutions religieuses contre les minorités,. Une majorité chrétienne s'est finalement formée sous la domination byzantine à la suite de la conversion progressive des habitants, de conflits tels que les révoltes samaritaines, du départ des Juifs et de l'installation de pèlerins et de moines chrétiens qui ont accéléré le processus de christianisation,,,.

### La Palestine sous domination musulmane
La conquête musulmane du Levant au VIIe siècle a placé la région sous la domination des Arabes musulmans. Contrairement à d'autres régions, le Levant et la Palestine ont connu une colonisation tribale arabe mineure, qui comprenait principalement les nouveaux arrivants Kinana, Khath'am, Khuza'a et Azd Sarat, et à la place, les principales tribus arabes préislamiques de Palestine ont été incorporées dans l'armée et la gouvernance. à savoir Lakhm, Amilah, Ghassan et Judham,. De plus, contrairement à d'autres régions où les soldats musulmans ont établi des villes de garnison (amsar), au Levant, les troupes musulmanes se sont installées dans des villes préexistantes où elles vivaient de la djizîa et des impôts kharâj payés par la population majoritairement non musulmane, et avaient peu d'intérêt à se convertir à l'islam,,. Au cours des siècles suivants, plusieurs dynasties musulmanes arabophones telles que les Omeyyades, les Abbassides et les Fatimides sont venues gouverner la région. Les récidives fréquentes de la peste entre 688 et 744 et les tremblements de terre dévastateurs (en 749, 881 et 1033 ) ont provoqué un déclin constant de la population, passant d'environ 1 million au Ve siècle à une estimation la plus basse de 560 000 à 400 000 au début de la première croisade,,,.
Le rythme de l'islamisation parmi les communautés chrétiennes, juives et samaritaines de Palestine a varié au cours de la première période (661-861). Après les années 630, la plupart des centres urbains ont décliné, ce qui a entraîné l'affaiblissement ou la disparition totale des administrations ecclésiastiques locales, laissant les chrétiens les plus susceptibles de se convertir,. Néanmoins, les chrétiens ont réussi à survivre en plus grand nombre que les juifs et les samaritains, peut-être en raison de leur supériorité numérique ou d’une meilleure organisation. Les communautés juives, au bord de l’extinction, ne se sont rétablies qu’après l’arrivée de Juifs issus de diverses communautés de la diaspora. À la suite du tremblement de terre de 749 en Galilée, le nord de la Palestine a entravé les mouvements de population depuis les villes dévastées de Transjordanie, comme Hippos,. On ne sait pas si la population palestinienne s'est tournée vers l'islam avant ou après la période des croisés (1099-1291). Certains universitaires suggèrent qu’une grande partie de la Palestine était déjà majoritairement musulmane au moment de l’arrivée des croisés,. Alternativement, il a été avancé que le processus d’islamisation s’est produit beaucoup plus tard, peut-être pendant la période mamelouke,,. On pense qu’une grande partie de la population palestinienne locale de la région de Naplouse descend de Samaritains convertis à l’islam, un processus qui s’est poursuivi jusqu’au XIXe siècle .
Un changement constant de langue des langues vernaculaires araméennes parlées en Palestine vers l'arabe s'est produit sur une longue période, avec une longue période de bilinguisme qui a duré jusqu'au XIIe siècle,,. Les tribus arabes de Palestine, des tribus Yaman et Qays, ont contribué à l’accélération du passage à l’arabe. L'arabe palestinien, comme les autres dialectes arabes levantins, est un mélange d'arabe hedjazi et d'anciens dialectes arabes du nord parlés au Levant avant l'islam, avec un lourd substrat araméen et hébreu,,,,,,,,.

#### Sous la domination ottomane (1516-1918)
Au début de la période ottomane en 1516, on pensait généralement que la majorité musulmane du pays ressemblait plus ou moins à celle du milieu du XIXe siècle. Au cours du premier siècle de la domination ottomane, c'est-à-dire 1550, Bernard Lewis, dans une étude des registres ottomans du début de la domination ottomane de la Palestine, rapporte une population estimée à 300 000 personnes, principalement des fellahin (paysans). Selon l'historien Justin McCarthy, la population sédentaire de la Palestine aux XVIIe et XVIIIe siècles n’était probablement pas très différente de celle de 1850 (~ 350 000).
Au XIXe siècle, de nombreux migrants égyptiens se sont installés en Palestine sous le règne, principalement dans les villes de Jaffa et de Gaza où ils ont établi leur propre sakināt, tandis que d'autres étaient dispersés dans les villages. Un petit nombre de réfugiés berbères algériens se sont également installés à Safed après l'exil de l'émir Abdelkader à Damas en 1855, ainsi que des Bosniaques et des Circassiens,.

### Influences pré-arabes-islamiques sur l'identité nationale palestinienne
Alors que la culture palestinienne est aujourd'hui principalement arabe et islamique, de nombreux Palestiniens s'identifient aux civilisations antérieures qui habitaient la terre de Palestine, notamment les Natoufiens et les Cananéens,. Avant la conquête musulmane au VIIe siècle, la région de la « Grande Palestine » (Palaestina Prima, Palaestina Secunda et Palaestina Tertia) était de composition diversifiée et était principalement composée de communautés chrétiennes, juives et samaritaines de langue araméenne,,, ainsi que les chrétiens arabophones et les Nabatéens. Selon Walid Khalidi, à l'époque ottomane, « les Palestiniens se considéraient comme les descendants non seulement des conquérants arabes du VIIe siècle mais aussi des peuples indigènes qui vivaient dans le pays depuis des temps immémoriaux ». Les premiers partisans juifs du canaanisme dans les années 1940, dont le fondateur Yonatan Ratosh, affirmaient que les Palestiniens étaient les descendants des Cananéens et encourageaient l'irrédentisme israélien.
Selon Claude R. Conder du Fonds d'exploration de la Palestine (PEF) en 1876 : « Il est bien connu de ceux qui connaissent le pays que, quels qu'ils soient, les Fellahin, ou paysans indigènes de Palestine, ne sont pas des Arabes ; et si nous jugeons d'après les noms des caractéristiques topographiques que leur langue peut difficilement être appelée arabe. Les linguistes modernes soutiennent que l'arabe palestinien, comme d'autres dialectes arabes levantins, est un mélange d'arabe hedjazi et d'anciens dialectes arabes du nord parlés au Levant avant l'islam, avec de lourds substrats araméens et hébreux,,,,.

L'anthropologue palestinien Ali Qleibo et le sociologue Samih Farsoun soutiennent tous deux :
Tout au long de l'histoire, une grande diversité de peuples s'est installée dans la région et a fait de la Palestine leur patrie : Cananéens, Jébusites, Philistins de Crète, Grecs anatoliens et helléniques, Hébreux, Amoréens, Édomites, Nabatéens, Araméens, Romains, Arabes et Croisés d'Europe occidentale. pour n'en nommer que quelques-uns. Chacun d’eux s’est approprié différentes régions qui se chevauchaient dans le temps et se disputaient la souveraineté et les terres. D'autres, comme les anciens Égyptiens, les Hittites, les Perses, les Babyloniens et les raids mongols de la fin des années 1200, étaient des « événements » historiques dont les occupations successives furent aussi dévastatrices que les effets de tremblements de terre majeurs.... Telles des étoiles filantes, les différentes cultures brillent pendant un bref instant avant de disparaître des archives historiques et culturelles officielles de la Palestine. Mais les gens survivent. Dans leurs coutumes et leurs manières, les fossiles de ces anciennes civilisations ont survécu jusqu’à la modernité – même si cette modernité était camouflée sous le vernis de l’Islam et de la culture arabe,.
George Antonius, fondateur de l'histoire nationaliste arabe moderne, a écrit dans son livre fondateur de 1938, The Arab Awakening :
Le lien des Arabes avec la Palestine remonte sans interruption aux temps historiques les plus reculés, car le terme « Arabe » [en Palestine] désigne aujourd'hui non seulement les arrivants de la péninsule arabique qui ont occupé le pays au VIIe siècle, mais aussi les populations plus âgées qui se sont mariés avec leurs conquérants, ont acquis leur langage, leurs coutumes et leurs modes de pensée et se sont définitivement arabisés.
L'historien américain Bernard Lewis écrit :
De toute évidence, en Palestine comme ailleurs au Moyen-Orient, les habitants modernes comptent parmi leurs ancêtres ceux qui vivaient dans le pays dans l’Antiquité. De toute évidence, la composition démographique a été grandement modifiée au fil des siècles par les migrations, les déportations, l’immigration et la colonisation. Cela était particulièrement vrai en Palestine, où la population a été transformée par des événements tels que la rébellion juive contre Rome et sa répression, la conquête arabe, le va et vient des croisés, la dévastation et la réinstallation des côtes par les régimes mamelouk et turc., et, à partir du XIXe siècle, par d’importantes migrations tant à l’intérieur qu’à l’extérieur de la région. Au fil des invasions et des déportations, ainsi que des changements successifs de gouvernement et de culture, le visage de la population palestinienne a changé à plusieurs reprises. Sans aucun doute, les premiers habitants n’ont jamais été entièrement anéantis, mais au fil du temps, ils ont été successivement judaïsés, christianisés et islamisés. Leur langue fut transformée en hébreu, puis en araméen, puis en arabe.

### Arabisation de la Palestine
Le terme « Arabe », ainsi que la présence d'Arabes dans le désert syrien et dans le Croissant Fertile, apparaissent pour la première fois dans les sources assyriennes du IXe siècle avant notre ère (Eph'al 1984). Le sud de la Palestine comptait une importante population édomite et arabe au IVe siècle avant notre ère. Les preuves d'inscription sur un millénaire provenant des zones périphériques de la Palestine, telles que le Golan et le Néguev, montrent une prédominance des noms arabes sur les noms araméens à partir de la période perse, 550-330 avant notre ère,. Les Bédouins ont dérivé par vagues vers la Palestine depuis au moins le VIIe siècle, après la conquête musulmane. Certains d'entre eux, comme les Arabes al-Sakhr au sud du lac Kinneret, font remonter leurs origines au Hedjaz ou au Najd dans la péninsule arabique, tandis que l'ascendance des Ghazawiyya remonterait aux tribus Misl al-Jizel du Hauran. Ils parlent des dialectes arabes distincts en Galilée et dans le Néguev.
Des populations arabes existaient dans certaines parties de la Palestine avant la conquête, et certaines de ces tribus arabes locales et bédouines se sont battues en tant qu'alliées de Byzance pour résister à l'invasion, dont les preuves archéologiques indiquent qu'il s'agissait d'une « conquête pacifique » et les nouveaux arrivants ont été autorisés à s'installer dans les anciennes zones urbaines. Les théories d'un déclin démographique compensé par l'importation de populations étrangères ne sont pas confirmées par les archives archéologiques.

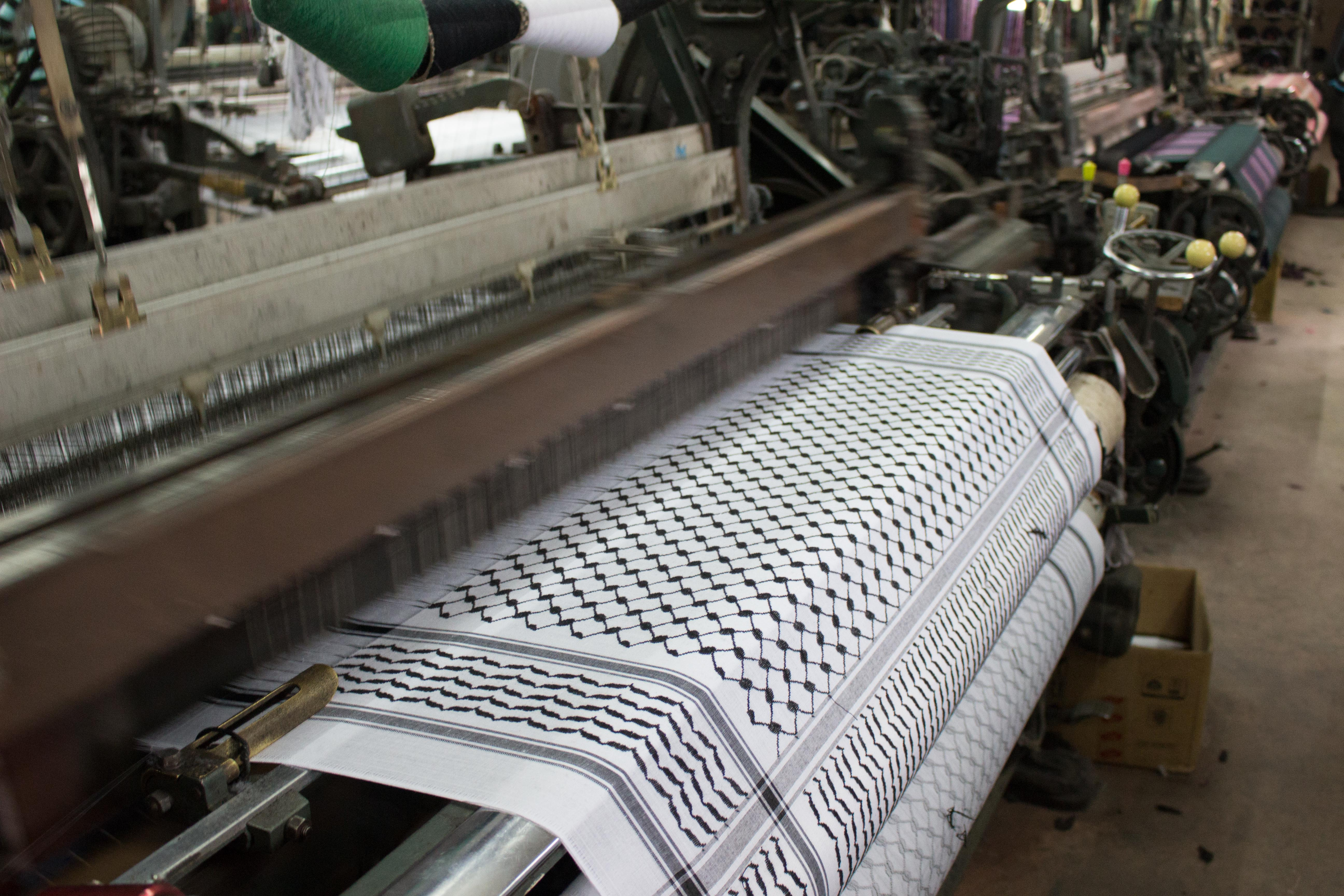
Un métier à tisser au travail pour fabriquer un keffieh palestinien traditionnel à Hébron, en Palestine. Le keffieh est une coiffe traditionnelle originaire d'Arabie.

À la suite de la conquête musulmane du Levant par les Arabes musulmans Rashiduns, les langues autrefois dominantes de la région, l'araméen et le grec, furent progressivement remplacées par la langue arabe introduite par la nouvelle minorité administrative conquérante. Parmi les survivances culturelles de l'époque préislamique figurent l'importante communauté chrétienne palestinienne (environ 10% de la population totale à la fin de l'époque ottomane et 45% des citoyens de Jérusalem), des communautés juives et samaritaines plus petites, ainsi qu'un substrat araméen dans certains dialectes arabes palestiniens locaux.
Les chrétiens semblent avoir maintenu une majorité dans une grande partie de la Palestine et de la Syrie sous domination musulmane jusqu'aux Croisades. La conquête initiale des années 630 avait garanti la liberté religieuse, améliorant celle des Juifs et des Samaritains, classés parmi les premiers,,. Cependant, en tant que dhimmi, les hommes adultes devaient payer la djizîa ou « taxe de protection ». Le fardeau économique infligé à certaines communautés dhimmi (notamment celui des Samaritains) favorisait parfois des conversions massives. Lorsque les croisés arrivèrent en Palestine au XIe siècle, ils ne firent aucune distinction entre les chrétiens qui, selon le rite latin, étaient considérés comme des hérétiques, les juifs et les musulmans, les massacrant tous sans discernement,. Les croisés, en arrachant à l'église orthodoxe des lieux saints tels que le Saint-Sépulcre à Jérusalem et l'église de la Nativité à Bethléem, ont été parmi plusieurs facteurs qui ont profondément aliéné la communauté chrétienne traditionnelle, qui cherchait un soulagement auprès des musulmans. Lorsque Saladin renversa les croisés, il restitua ces sites sous le contrôle des chrétiens orthodoxes. Parallèlement aux politiques aliénantes des croisés, les conquêtes mongoles et la montée des Mamelouks marquèrent un tournant dans le sort du christianisme dans cette région, et leurs congrégations – de nombreux chrétiens s'étant rangés du côté des Mongols – furent sensiblement réduites sous les Mamelouks. Des réglementations plus strictes pour contrôler les communautés chrétiennes s'ensuivirent, les inimitiés théologiques se développèrent et le processus d'arabisation et d'islamisation se renforça, encouragé par l'afflux de tribus bédouines nomades aux XIIIe et XIVe siècles.

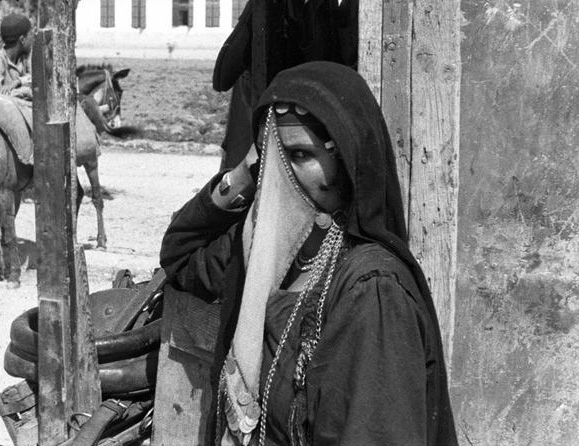
Une femme arabe voilée à Bersheeba, Palestine vers 1940

Les Arabes de Palestine, chrétiens et musulmans, se sont installés et les Bédouins ont été historiquement divisés entre les factions Qays et Yaman. Ces divisions trouvent leur origine dans les querelles tribales préislamiques entre les Arabes du Nord (Qaysis) et les Arabes du Sud (Yamanis). Le conflit entre les deux confédérations tribales s'est étendu à travers le monde arabe avec leurs conquêtes, englobant même les familles non impliquées, de sorte que la population palestinienne s'est identifiée à l'une ou à l'autre,. Leurs conflits se sont poursuivis après la guerre civile du VIIIe siècle en Palestine jusqu'au début du XXe siècle et a donné lieu à des différences de coutumes, de traditions et de dialectes qui subsistent encore aujourd'hui.
Beit Sahour a été colonisée pour la première fois au XIVe siècle par une poignée de clans chrétiens et musulmans (hamula) de Wadi Musa en Jordanie, les Jaraisa chrétiens et les Shaybat et Jubran musulmans, venus travailler comme bergers pour les propriétaires fonciers chrétiens de Bethléem. Ils furent ensuite rejoints par d'autres immigrants grecs orthodoxes d'Égypte aux XVIIe et XVIIIe siècles.
Au cours de la première moitié du XIXe siècle, plusieurs vagues d’immigration d’Égypte vers la Palestine ont eu lieu. Ils privilégient l'installation dans des localités déjà établies. Il y avait autrefois 19 villages dans les plaines côtières du sud et près de Ramla avec des familles d'origine égyptienne, et à ce jour, certains villages du nord de la région de Samarie, en particulier la vallée de l'Ara, ont une population importante d'origine égyptienne. En outre, certains Palestiniens ruraux et urbains ont des ancêtres albanais, bosniaques, circassiens ou autres non-arabes en raison de l'héritage de la période ottomane, qui a amené des communautés non arabes dans la région au XIXe siècle,,.

### Linguistique
Selon Bassal, les dialectes arabes palestiniens contiennent des couches de langues parlées autrefois dans la région, notamment le cananéen, l'hébreu (biblique et mishnique), l'araméen (en particulier l'araméen occidental), le persan, le grec et le latin, ce qui indique l'impact des anciens peuples et civilisations sur le profil linguistique de la région. À la suite du début de la période moderne, les dialectes palestiniens ont été influencés par les langues turques et européennes. Depuis la fondation d'Israël en 1948, les dialectes palestiniens ont été considérablement influencés par l'hébreu moderne. Au fil du temps, la linguistique a identifié quelques termes substrats dérivés du cananéen, de l'hébreu et de l'araméen qui ont persisté dans le vocabulaire contemporain,.

## Dans les traditions orales
De nombreux villageois palestiniens musulmans reconnaissent des traditions orales descendant de tribus arabes nomades qui ont émigré en Palestine pendant ou peu après la conquête islamique,. De telles traditions sont également notées parmi certaines familles palestiniennes de la classe notable (a'yan), notamment la famille Nusaybah de Jérusalem, la famille Tamimi de Nabi Salih et la famille Barghouti  de Bani Zeid,. Les clans Shawish, al-Husayni et Al-Zayadina, font remonter leur héritage à Mahomet à travers ses petits-fils, Husayn ibn Ali et Hassan ibn Ali. D'autres Palestiniens musulmans ont lié l'entrée de leurs ancêtres en Palestine à leur participation à l'armée de Saladin ; Saladin est vénéré non seulement comme un héros de l’Islam mais aussi comme un héros national, minimisant ainsi ses racines kurdes.
Certaines familles palestiniennes suivent des traditions orales qui font remonter leurs racines aux origines juives et samaritaines. Les traditions d'ascendance juive sont particulièrement répandues dans le sud des collines d'Hébron, une région avec une présence juive documentée jusqu'à la conquête islamique. Un exemple notable est celui de la famille Makhamra de Yatta, qui, selon plusieurs rapports, fait remonter sa propre ascendance à une tribu juive de Khaybar. Des traditions d'origine samaritaine ont été enregistrées à Naplouse et dans les villages voisins, dont Hajjah,,,. Plusieurs familles musulmanes palestiniennes, dont les familles Al-Amad, Al-Samri, Buwarda et Kasem, qui ont défendu les Samaritains contre la persécution musulmane dans les années 1850, ont été désignées par Yitzhak Ben Zvi comme ayant une ascendance samaritaine. Il affirma en outre que les anciens et les prêtres de ces familles avaient conservé des documents écrits attestant de leur lignée samaritaine. De nombreux Palestiniens appelaient leurs voisins juifs leurs awlâd 'ammnâ ou cousins paternels. Sous la domination ottomane, les Arabes palestiniens faisaient la distinction entre leurs compatriotes juifs, qu'ils appelaient abna al-balad, « indigènes », ou yahūd awlâd « arabe », « juifs nés arabes », et les immigrants sionistes récents,.
Des musulmans d'origine marocaine se sont installés à Jérusalem après la Reconquista en Espagne en 1492 ; ces musulmans reçurent des terres de l'Empire Ottoman, qui devinrent le Quartier Marocain. Ses habitants étaient appelés « Mughrabi », ce qui signifie « Marocain » en arabe jusqu'au XXe siècle. De nombreux Palestiniens portent encore aujourd’hui le nom de famille « Mughrabi »[réf. nécessaire].
Les Turcs de Palestine constituent encore aujourd’hui un groupe connu parmi les Palestiniens ; beaucoup d’entre eux sont fiers de leurs racines ottomanes et discutent ouvertement de leur arrivée au Sud du Levant. En 2014, de nombreux habitants modernes des quartiers Shujaya et A-Turkmen à Gaza ont déclaré qu'ils étaient d'origine turkmène et Kurde en Palestine. Le quartier A-Turkmène porte ce nom en raison de l'origine de sa population.
Le quartier Al-Sudania, dans la ville de Gaza, était habité par des migrants soudanais au XXe siècle, d'où son nom. Certains habitants de la bande de Gaza sont ainsi d'origine soudanaise en raison de mariages mixtes ; ils vivent à Deir El-Balah, Al-Shati et Jabalia. Même la petite-fille de l'ancien sultan soudanais, Ali Dinar, en fait partie.
Le quartier d'Ajami, Jaffa, a été fondé par des Maronites qui ont émigré du Liban au milieu du XIXe siècle, pour servir d'enclave chrétienne dans le Sandjak de Jaffa.

## Dans le discours historique palestinien
L’effort continu d’édification de la nation et l’effort visant à solidifier la conscience nationale palestinienne en tant que cadre principal de l’identité, par opposition aux autres identités dominantes parmi les Palestiniens, y compris les identités primordiales claniques, tribales, locales et islamistes, ont un impact sur l’histoire palestinienne interne. discours sur les origines des Palestiniens. Afin de renforcer les revendications historiques palestiniennes sur le territoire et de contrer les arguments israélo - sionistes, le discours palestinien tente d'utiliser les idées d'origine comme une arme dans le conflit en cours avec Israël. Les normes académiques relatives à l’utilisation des preuves historiques sont rarement suivies dans le discours historique palestinien, et les preuves contraires à la cause nationale sont soit ignorées, soit rejetées comme fausses ou hostiles.

### Canaanisme

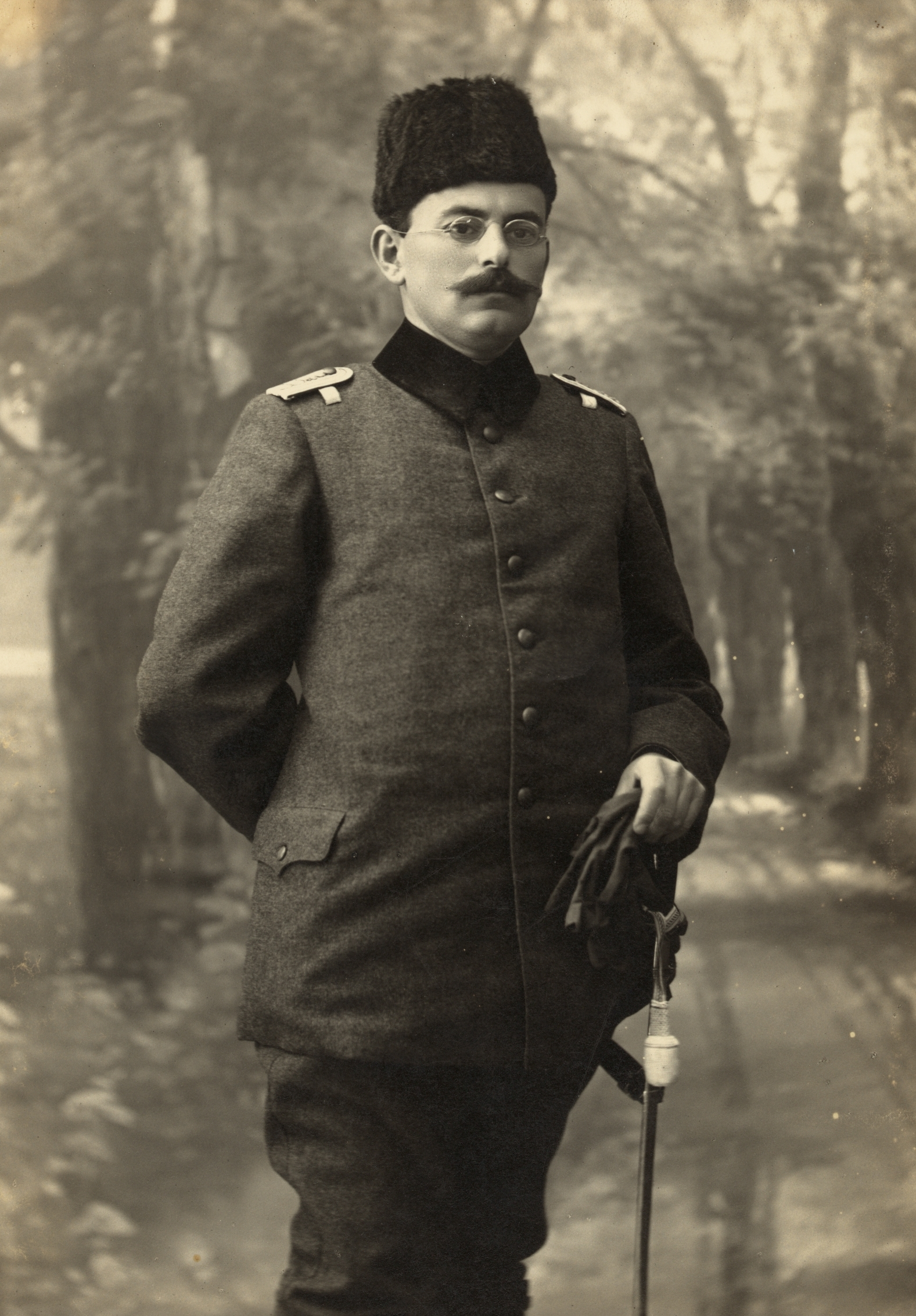
Tawfiq Canaan (1882-1964) était un ethnographe palestinien pionnier et un nationaliste palestinien. Profondément intéressé par le folklore palestinien (principalement cananéen, philistin, hébraïque, nabatéen, syrio- araméen et arabe), Canaan a écrit plusieurs livres et plus de 50 articles sur le sujet.

Au cours du XXe siècle, des affirmations selon lesquelles les Palestiniens auraient des liens généalogiques directs avec les anciens Cananéens, sans relation intermédiaire avec les Israélites, ont commencé à émerger de la part de certaines sections de la société palestinienne et de leurs partisans. Les Cananéens sont souvent décrits comme des Arabes, ce qui permet aux Palestiniens d'affirmer qu'ils vivaient dans la région depuis très longtemps, avant la colonisation israélite. Aref al-Aref, dans un effort pour saper l'histoire juive de Jérusalem et souligner son identité arabe, a lié la fondation de la ville aux Jébusites « arabes », bien que le Tanakh soit le seul document ancien existant qui utilise le nom « Jébuséen ». pour décrire les résidents pré-israélites de Jérusalem,. La revendication de parenté avec les Israélites, selon Bernard Lewis, permet « d'affirmer une revendication historique antérieure à la promesse biblique et à la possession avancée par les Juifs ».
Après la guerre israélo-arabe de 1948, l'écrivain palestinien Mustafa Dabbagh a publié son livre Notre pays Palestine dans lequel il attribue la première civilisation colonisée en Palestine à la tribu Banu-Can'an, qui, selon lui, était étroitement liée aux Amoréens et aux Phéniciens, et a affirmé que tous avaient émigré vers la région depuis la péninsule arabique vers 2 500 avant notre ère. Dans son livre, il affirmait que le mélange des Cananéens et des Philistins, qui ont émigré des îles grecques vers 1500 avant notre ère, a finalement formé le noyau de la population arabe palestinienne actuelle.
Certains érudits palestiniens, comme Zakariyya Muhammad, ont critiqué les arguments basés sur la lignée cananéenne, ou ce qu'il appelle « l'idéologie cananéenne ». Il déclare qu'il s'agit d'une « mode intellectuelle, séparée des préoccupations des gens ordinaires ». En attribuant sa poursuite au désir d'être antérieur aux revendications nationales juives, il décrit le canaanisme comme une « idéologie perdante », qu'elle soit factuelle ou non, « lorsqu'elle est utilisée pour gérer notre conflit avec le mouvement sioniste » puisque le canaanisme « concède un a priori la thèse centrale du sionisme. À savoir que nous sommes engagés dans un conflit perpétuel avec le sionisme – et donc avec la présence juive en Palestine – depuis le royaume de Salomon et avant... ainsi, d'un seul coup, le canaanisme annule l'hypothèse selon laquelle le sionisme est un mouvement européen, propulsé par les contingences européennes modernes... »

Commentant les implications de l’idéologie cananéenne, Eric M. Meyers, historien des religions à l’Université Duke, écrit :
Quelle est la signification du fait que les Palestiniens descendent réellement des Cananéens ? Dans la reconstruction de l’histoire, plus conservatrice, on pourrait dire que cela ne fait que confirmer l’inimitié historique entre Israël et ses ennemis. Cependant, certains chercheurs pensent qu’Israël a en fait émergé au sein de la communauté cananéenne elle-même (Sémites du Nord-Ouest) et s’est allié aux éléments cananéens contre les cités-États et les élites de Canaan. Une fois privés de leurs droits par ces cités-États et ces élites, les Israélites et certains Cananéens privés de leurs droits se sont unis pour défier l'hégémonie des chefs des cités-États et ont forgé une nouvelle identité dans la région montagneuse basée sur des principes égalitaires et une menace commune de l'extérieur. . C’est une autre ironie de la politique moderne : les Palestiniens sont en réalité des frères de sang ou des cousins des Israéliens modernes – ils sont tous des descendants d’Abraham et d’Ismaël, pour ainsi dire.

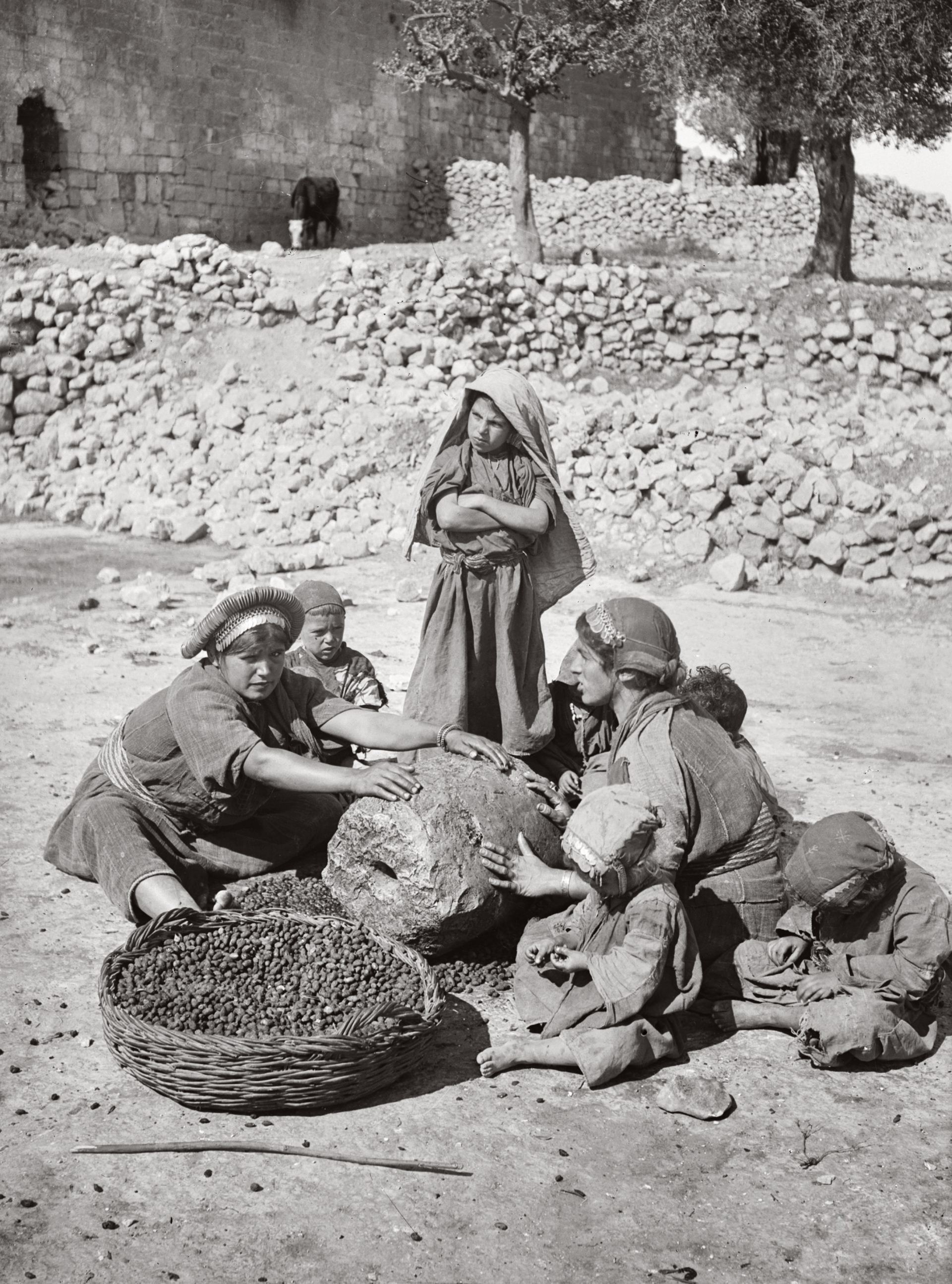
Femmes Fellahin écrasant des olives pour faire de l'huile d'olive, début du XXe siècle

Un certain nombre de sionistes pré-mandataires, depuis Ahad Ha'am et Ber Borochov jusqu'à David Ben Gourion et Yitzhak Ben Zvi, croyaient que la population paysanne palestinienne descendait des anciens Hébreux bibliques, mais cette croyance a été désavouée lorsque ses implications idéologiques sont devenues problématiques. Ahad Ha'am croyait que « les musulmans [de Palestine] sont les anciens habitants de la terre... qui sont devenus chrétiens avec la montée du christianisme et sont devenus musulmans avec l'arrivée de l'islam ». Israel Belkind, le fondateur du mouvement Bilu, a également affirmé que les Arabes palestiniens étaient les frères de sang des Juifs. Ber Borochov, l'un des principaux architectes idéologiques du sionisme marxiste, affirmait dès 1905 que « [l]es Fellahin d'Eretz-Israël sont les descendants des restes de la communauté agricole hébraïque », les considérant comme des descendants de les anciens résidents hébreux « avec un petit mélange de sang arabe ». Il croyait en outre que la paysannerie palestinienne adopterait le sionisme et que l’absence d’une conscience nationale cristallisée parmi les Arabes palestiniens entraînerait leur assimilation probable au nouveau nationalisme hébreu, et que les Arabes et les Juifs s’uniraient dans la lutte des classes,.
David Ben Gourion et Yitzhak Ben Zvi, qui devinrent plus tard respectivement le premier Premier ministre et le deuxième président d'Israël, suggérèrent dans un livre écrit en yiddish de 1918 que les fellahs descendaient d'anciens agriculteurs juifs et samaritains, « Am ha'aretz » (Peuple de la Terre), qui ont continué à cultiver la terre après les guerres judéo-romaines et malgré les persécutions qui ont suivi pour leur foi. Alors que les Juifs les plus riches, les plus instruits et les plus religieux sont partis et ont rejoint les centres de liberté religieuse de la diaspora, nombre de ceux qui sont restés ont converti leur religion, d’abord au christianisme, puis à l’islam. Ils affirmaient également que ces paysans et leur mode de vie étaient des témoignages historiques vivants d'anciennes pratiques israélites décrites dans le Tanakh et le Talmud. Ben Zvi a déclaré dans un écrit ultérieur : « Évidemment, il serait incorrect de prétendre que tous les fellahin descendent des anciens Juifs ; nous discutons plutôt de leur majorité ou de leur fondation... La grande majorité des fellahin ne descendent pas des conquérants arabes mais plutôt des paysans juifs qui constituaient la majorité dans la région avant la conquête islamique. » Tamari note que « les implications idéologiques de cette affirmation sont devenues très problématiques et ont été rapidement retirées de la circulation ». Salim Tamari note les paradoxes produits par la recherche de racines « nativistes » parmi ces figures sionistes, en particulier les disciples cananéens de Yonatan Ratosh, qui cherchaient à remplacer la « vieille » identité juive diasporique par un nationalisme embrassant le résidents actuels de la Palestine.
Dans son livre sur les Palestiniens, Les Arabes en Eretz-Israël, Belkind avance l'idée que la dispersion des Juifs hors de la Terre d'Israël après la destruction du Second Temple par l'empereur romain Titus est une « erreur historique » qui doit être corrigée. Alors qu'il dispersait une grande partie de la communauté juive du pays à travers le monde, ces « travailleurs de la terre restés attachés à leur terre » sont restés sur place et ont finalement été convertis au christianisme puis à l'islam. Il a donc proposé que ce tort historique soit corrigé en accueillant les Palestiniens comme les leurs et a proposé l'ouverture d'écoles hébraïques pour les arabes musulmans palestiniens afin de leur enseigner l'arabe, l'hébreu et la culture universelle.
Tsvi Misinai, chercheur israélien, entrepreneur et partisan d'une solution alternative controversée au conflit israélo-palestinien, affirme que près de 90 % de tous les Palestiniens vivant en Israël et dans les territoires occupés (y compris les citoyens arabes d'Israël et les Bédouins du Néguev) sont descendaient de la paysannerie juive israélite restée sur la terre, après que les autres, pour la plupart des citadins, aient été exilés ou partis. Le théologien irlandais Michael Prior avait une perspective similaire sur l’ascendance des Palestiniens.
Selon l'historien israélien Moshe Gil, pour accepter la théorie de l'origine juive des Palestiniens, il faut supposer qu'il y a eu une conversion massive des Juifs à l'islam à un moment donné, mais selon lui « il n'y a aucune information dans le sources - juives, chrétiennes ou musulmanes - sur une conversion massive des Juifs à l'islam en tout lieu et à tout moment, à moins qu'il ne s'agisse d'une conversion forcée », et en tout cas « il n'existe aucune information de ce type sur la Terre d'Israël » et donc « il n'y a aucune raison de penser que les Arabes de la Terre d'Israël étaient des descendants de Juifs ».

## La génétique

### Études ADN et génétique
Une étude a révélé que les Palestiniens, comme les Jordaniens, les Libanais et les Syriens, présentent ce qui semble être un flux génétique à médiation féminine sous la forme d'haplogroupes d'ADN maternel provenant d'Afrique subsaharienne. 15 % des 117 individus palestiniens testés étaient porteurs d’haplogroupes maternels originaires d’Afrique subsaharienne. Ces résultats concordent avec la migration des femmes d’Afrique de l’Est vers les communautés du Proche-Orient au cours des derniers milliers d’années. De nombreuses opportunités de telles migrations se sont présentées au cours de cette période. Cependant, l’explication la plus probable de la présence de lignées majoritairement féminines d’origine africaine dans ces régions est qu’elles pourraient remonter aux femmes amenées d’Afrique dans le cadre de la traite négrière arabe, assimilées dans les zones sous domination arabe.
Selon une étude publiée en juin 2017 par Ranajit Das, Paul Wexler, Mehdi Pirooznia et Eran Elhaik dans Frontiers in Genetics, « dans une analyse en composantes principales (ACP) [de l'ADN], les anciens Levantins [des périodes natoufienne et néolithique ] regroupés principalement avec des Palestiniens des temps modernes et des Bédouins [du levant]..." et que les Palestiniens ont une origine levantine ancienne "prédominante". 
Dans une étude génétique de 2003, les Bédouins ont montré les taux les plus élevés (62,5 %) de la sous-clade Haplogroupe J-M267 parmi toutes les populations testées, suivis par les Arabes palestiniens (38,4 %), les Irakiens (28,2 %), les Juifs ashkénazes (14,6 %) et les Sépharades. Juifs (11,9 %), selon Semino et al. Les populations de langue sémitique possèdent généralement un excès de chromosomes J1 Y par rapport aux autres populations hébergeant l'haplogroupe Y J,,,. L'haplogroupe J1, l'ancêtre du sous-clade M267, est originaire du sud de Levant et a été disséminé pour la première fois en Éthiopie et en Europe à l'époque néolithique. J1 est plus répandu en Palestine, ainsi qu'en Syrie, en Irak, en Algérie et en Arabie, et diminue fortement à la frontière de zones non-sémites comme la Turquie et l'Iran. Une seconde diffusion du marqueur J1 a eu lieu au VIIe siècle de notre ère lorsque les Arabes l'ont amené d'Arabie en Afrique du Nord.

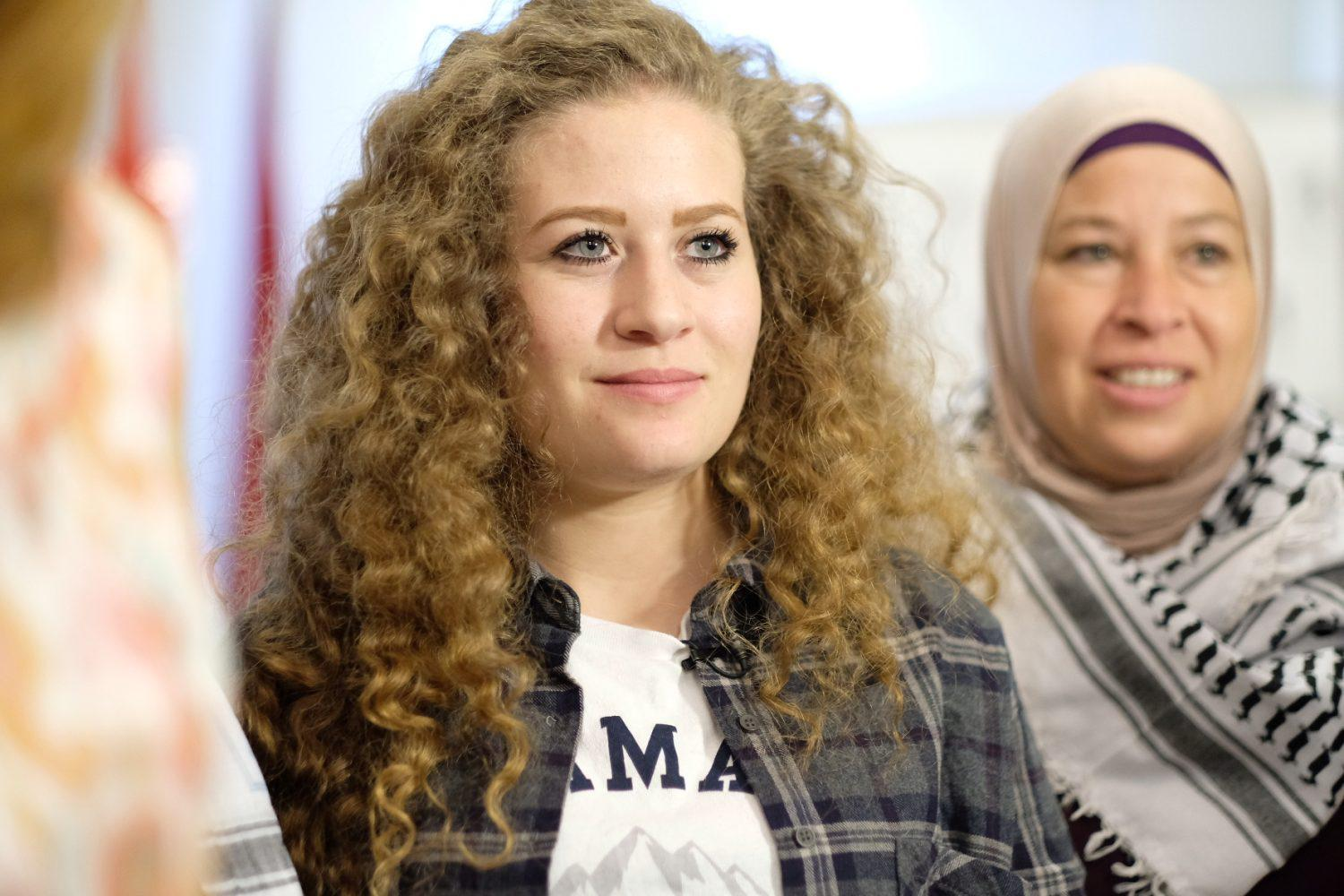
La militante palestinienne Ahed Tamimi.

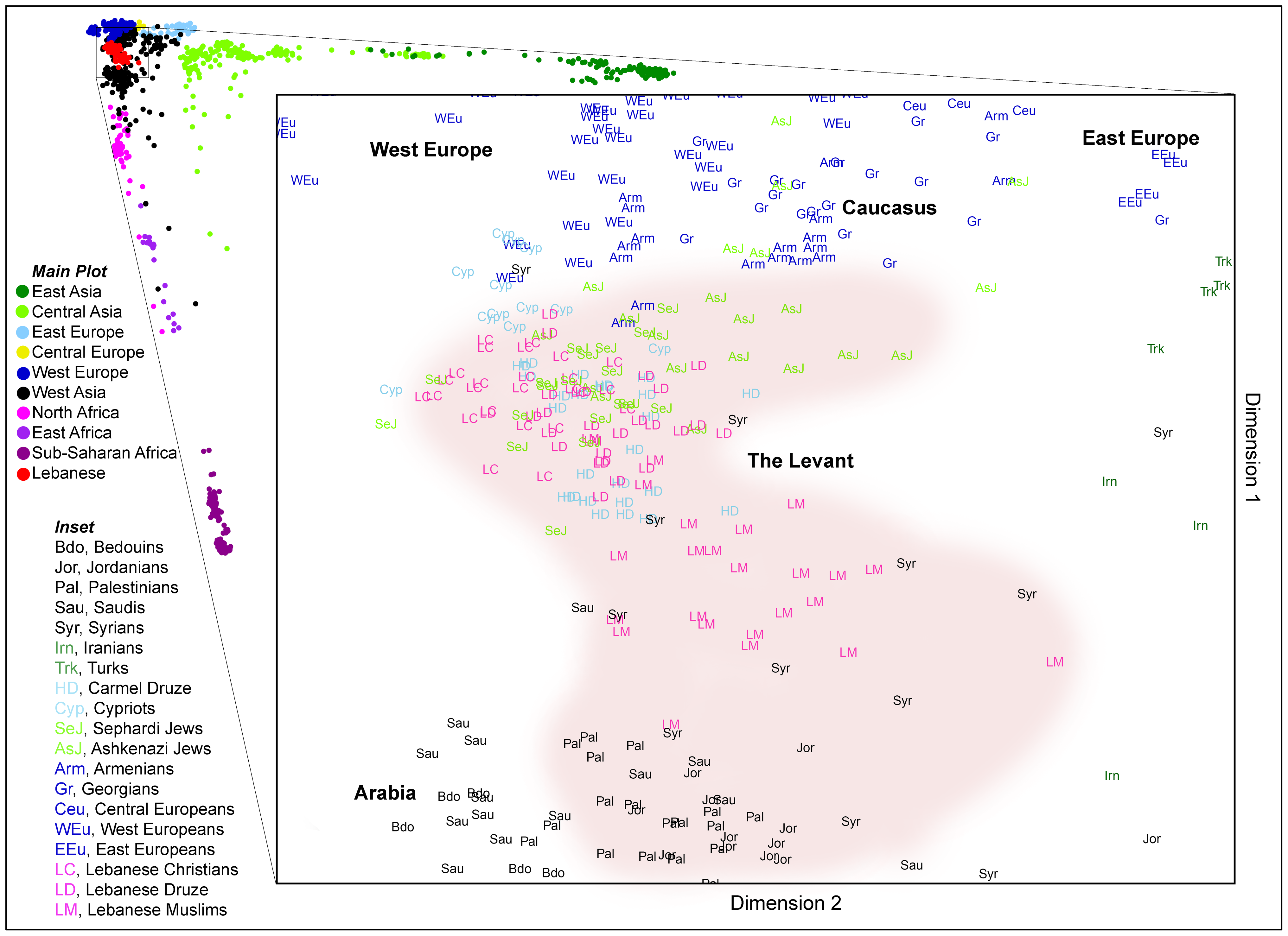
Carte PCA de l'étude de Haber et al. de 2013 avec des Palestiniens regroupés avec des Saoudiens et d'autres populations définies par l'Arabie

Une étude réalisée en 2013 par Haber et al. a constaté que « les populations majoritairement musulmanes de Syriens, de Palestiniens et de Jordaniens se regroupent en branches avec d'autres populations musulmanes aussi éloignées que le Maroc et le Yémen ». Les auteurs expliquent que « l'appartenance religieuse a eu un fort impact sur le génome des Levantins. En particulier, la conversion des populations de la région à l'islam semble avoir introduit des réarrangements majeurs dans les relations entre les populations par le biais de mélanges avec des populations culturellement similaires mais géographiquement éloignées, conduisant à des mutations génétiques. similitudes entre des populations remarquablement éloignées ». L’étude a révélé que les chrétiens et les Druzes se sont retrouvés génétiquement isolés après l’arrivée de l’islam. Les auteurs ont reconstruit la structure génétique du Levant préislamique et ont découvert qu'« elle était génétiquement plus similaire à celle des Européens qu'à celle des Moyen-Orientaux ».
Dans une étude génétique des STR du chromosome Y dans deux populations d'Israël et de la zone de l'Autorité palestinienne : les Palestiniens chrétiens et musulmans ont montré des différences génétiques. La majorité des chrétiens palestiniens (31,82 %) appartenaient à une sous-clade de E1b1b, suivie par G2a (11,36 %) et J1 (9,09 %). La majorité des musulmans palestiniens appartenaient à l'haplogroupe J1 (37,82 %), suivi de E1b1b (19,33 %) et de T (5,88 %). L'échantillon de l'étude était composé de 44 chrétiens palestiniens et de 119 musulmans palestiniens.

#### Entre Juifs et Palestiniens

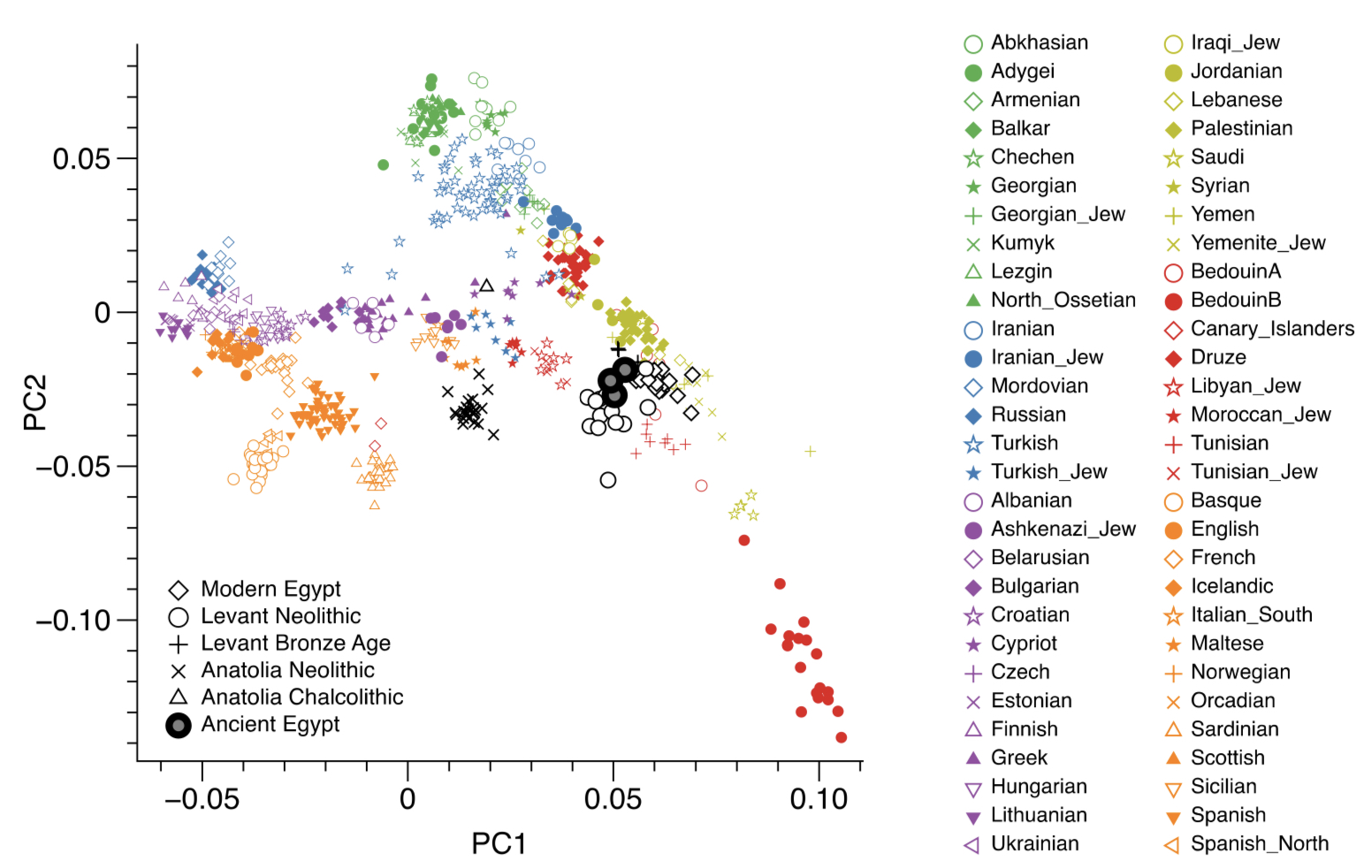
Analyse en composantes principales affichant diverses populations anciennes et modernes, notamment des Palestiniens et différents groupes juifs, montrant les Palestiniens regroupés avec le Levant de l'âge du bronze

Ces dernières années, des études génétiques ont démontré que, au moins paternellement, les divisions ethniques juives et palestiniennes sont liées les unes aux autres. Les études génétiques sur les Juifs ont montré que les Juifs et les Palestiniens sont plus proches les uns des autres que les Juifs ne le sont de leur pays d’accueil,. Au niveau des haplogroupes, définis uniquement par les polymorphismes binaires, la distribution du chromosome Y chez les Arabes et les Juifs était similaire mais pas identique.
Selon une étude réalisée en 2010 par Behar et al. intitulé « La structure du génome du peuple juif », les Palestiniens ont été testés génétiquement regroupés à proximité des Bédouins, des Jordaniens et des Saoudiens, ce qui a été décrit comme « conforme à une origine commune dans la péninsule arabique ». La même année, une étude menée par Atzmon et Harry Ostrer concluait que les Palestiniens étaient, avec les Bédouins, les Druzes et les groupes du sud de l’Europe, les voisins génétiques les plus proches de la plupart des populations juives.

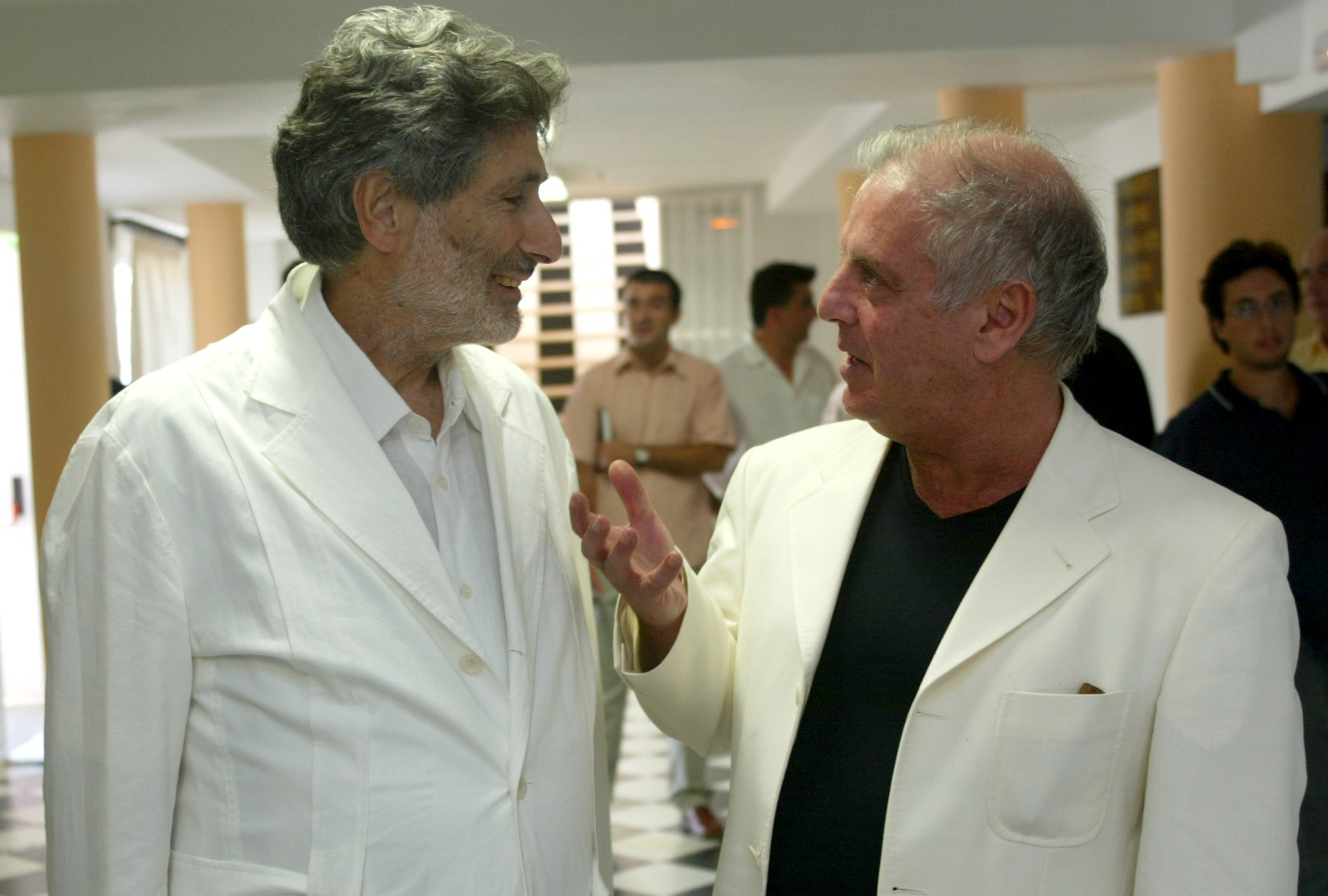
Edward Said et Daniel Barenboim à Séville, 2002

Une étude ADN réalisée par Nebel a révélé un chevauchement génétique substantiel entre les Arabes israéliens/palestiniens et les Juifs. Nebel a proposé qu'« une partie, ou peut-être la majorité » des Palestiniens musulmans descendent des « habitants locaux, principalement chrétiens et juifs, qui s'étaient convertis après la conquête islamique au VIIe siècle apr. J.-C. ».
Une étude de 2020 sur les restes des populations cananéennes (Levantin méridional de l'âge du bronze) suggère un degré important de continuité génétique dans les populations levantines arabophones (telles que les Palestiniens, les Druzes, les Libanais, les Jordaniens, les Bédouins et les Syriens), ainsi que dans plusieurs Juifs. groupes (tels que les Juifs ashkénazes, iraniens et marocains), ce qui suggère que les groupes susmentionnés tirent plus de la moitié de leur ascendance atDNA totale de populations levantines cananéennes/de l'âge du bronze, bien qu'avec des sources et des degrés de mélange variables en provenance de différents hôtes ou envahisseurs. populations en fonction de chaque groupe. Les résultats montrent également qu'une composante européenne significative s'est ajoutée à la région depuis l'âge du bronze (en moyenne ~8,7%), à l'exclusion des populations ashkénazes qui abritent une composante européenne d'environ 41%. La composante européenne est la plus élevée chez les Juifs marocains et ashkénazes, tous deux ayant une histoire en Europe. L'étude conclut que cela ne signifie pas qu'aucun de ces groupes actuels ait une ascendance directe de personnes ayant vécu au Levant de l'âge du bronze moyen à tardif ou dans le Zagros chalcolithique ; cela indique plutôt qu’ils ont des ancêtres issus de populations dont l’ancien proxy peut être lié au Moyen-Orient. Ces groupes actuels présentent également des ancêtres qui ne peuvent pas être modélisés par les données ADN anciennes disponibles, soulignant l'importance d'effets génétiques majeurs supplémentaires sur la région depuis l'âge du bronze :1146–1157.

## Identité palestinienne
L’émergence de l’identité palestinienne est relativement récente, puisqu’elle survient dans les premières décennies du XXe siècle, selon l’historien du droit Assaf Likhovski, même si plusieurs chercheurs l’ont retracée dès le milieu du XVIIIe siècle. Le discours historique concernant les origines des Palestiniens a été considérablement influencé par la tentative du nationalisme palestinien de s’imposer comme le cadre identitaire dominant parmi les Palestiniens et d’utiliser les idées d’origine pour contrer les arguments sionistes.